# Rika sjön
Rika sjön är en sjö i Smedjebackens kommun i Dalarna och ingår i Norrströms huvudavrinningsområde. Sjöns area är 0,0072 kvadratkilometer och den befinner sig 177 meter över havet.